# Michel Lotito
Michel Lotito (15. června 1950 – 25. června 2007 ) byl francouzský estrádní umělec, který pojídal sklo a kov. Od roku 1959 do roku 1997 pozřel 9 tun kovu. Snědl mimo jiné 7 televizorů, 15 nákupních vozíků, 18 bicyklů nebo 1 letadlo Cessna 150.
Byl znám jako Monsieur Mangetout („Pán, který sní všechno“).